# Roman Friedli
Pour les articles homonymes, voir Friedli.
Roman Friedli, né le 13 mars 1979 à Katmandou au Népal est un footballeur suisse.
Milieu de terrain, il fait ses débuts en Ligue nationale A avec le Neuchâtel Xamax FC, avant de rejoindre le Yverdon-Sport FC, le FC Aarau, le BSC Young Boys et le FC Thoune. En 2002, il participe, avec l’équipe de Suisse des moins de 21 ans au championnat d’Europe espoirs. En décembre 2007, accusé d’être mêlé à une affaire de mœurs, il est licencié par le FC Thoune. Il met un terme à sa carrière professionnelle en juin 2008, et continue à jouer pour plusieurs clubs des catégories inférieures suisses.

## Carrière
Né le 13 mars 1979 à Katmandou, alors que son père, ingénieur impliqué dans l’aide au développement, y travaille, Roman Friedli vit ses deux premières années au Népal, avant que sa famille ne déménage à Madagascar puis au Mozambique. Il revient en Suisse à l’âge de sept ans et joue dans les équipes juniors du FC Bümpliz.
Il fait ses débuts en Ligue nationale A avec le Neuchâtel Xamax de Gilbert Gress en décembre 1996, club qu’il a rejoint cette année-là. En 1997, il participe à l’Euro des moins de 18 ans avec l’équipe de Suisse. Durant l’été 1998, il est prêté par le club neuchâtelois au Yverdon-Sport FC, qui joue alors en Ligue nationale B et qui est entraîné par Lucien Favre, qui avait connu Friedli chez les juniors xamaxiens. Avec le club vaudois, il fête la promotion en Ligue nationale A dès sa première saison.
En 2001, après la relégation du club vaudois, son contrat devient caduc et il quitte le Nord vaudois. Il rejoint alors le FC Aarau, en Ligue nationale A. Devenu un pion essentiel de la sélection suisse espoir de Bernard Challandes, il participe à tous les matchs de qualification à l’Euro espoirs 2002. En 2002, il participe à la phase finale cet Euro espoir, le premier pour la Suisse. Friedli et la Suisse voient leur course s’arrêter en demi-finale face à la France. Sa carrière d’international espoirs se termine par cette défaite ; il compte au total vingt sélections avec les moins de 21 ans suisses.
L’année suivante, il quitte le club argovien pour s’engager avec le BSC Young Boys. Après une première saison durant laquelle il est titulaire, il voit son temps de jeu se réduire à cause de l’arrivée de Yao Aziawonou et l’affirmation de Pirmin Schwegler, et, en janvier 2006, il est prêté par le club de la capitale à son voisin, le FC Thoune. À la fin de son contrat avec Young Boys en juin 2006, Friedli s’engage avec les Thounois jusqu’en juin 2008.
En 2007, à la suite d’une affaire de sexe sur une mineure qui concernent plusieurs joueurs du FC Thoune, Friedli est entendu comme témoin. Le 28 décembre 2007, Friedli reçoit sa lettre de licenciement, qui n’est même pas daté. Il est accusé par les dirigeants bernois d’avoir transmis des informations à la presse Il engage alors une action contre le club afin de faire valoir ses droits. Un accord est trouvé en 2010.
À la suite de cette affaire de mœurs, Friedli reçoit une offre du FC Schaffhouse et fait des essais avec les Columbus Crew, dans la Major League Soccer. Comme rien n’aboutit, il met un terme à sa carrière de joueur professionnel et rejoint le FC Vully-Sport, en deuxième ligue fribourgeoise, au poste d’entraîneur-joueur. Au début de la saison 2009-2010, il rejoint le FC Breitenrain, en première ligue (troisième division), dont il devient l’entraîneur-joueur dès le mois d’octobre 2009. En 2011, il rejoint le FC Köniz, qui joue alors en deuxième ligue interrégionale. Le club compte alors plusieurs anciens joueurs de la Ligue nationale, comme Carlos Varela, Gabriel Urdaneta, Miguel Portillo, ou Jean-Michel Tchouga.

## Statistiques
| Saison                | Club                  | Championnat           | Championnat | Championnat | Coupe(s) nationale(s) | Coupe(s) nationale(s) | Compétition(s) continentale(s) | Compétition(s) continentale(s) | Compétition(s) continentale(s) | Sélection  | Sélection | Sélection | Total | Total |
| Saison                | Club                  | Division              | M.          | B.          | M.                    | B.                    | Comp.                          | M.                             | B.                             | Équipe     | M.        | B.        | M.    | B.    |
| 1996-1997             | Neuchâtel Xamax       | LNA                   |             |             |                       |                       | -                              | -                              | -                              | Suisse M18 | -         | -         | 0     | 0     |
| 1997-1998             | Neuchâtel Xamax       | LNA                   |             |             |                       |                       | C3                             | 1                              | 0                              | Suisse M18 | -         | -         | 1     | 0     |
| 1998-1999             | Yverdon-Sport (prêt)  | LNB                   |             |             |                       |                       | -                              | -                              | -                              | Suisse M21 | -         | -         | 0     | 0     |
| 1999-2000             | Yverdon-Sport (prêt)  | LNA                   |             |             |                       |                       | -                              | -                              | -                              | Suisse M21 | -         | -         | 0     | 0     |
| Sous-total            | Sous-total            | Sous-total            |             |             |                       |                       | -                              | -                              | -                              | -          | -         | -         | 0     | 0     |
| 2000-2001             | Yverdon-Sport         | LNA                   |             |             |                       |                       | -                              | -                              | -                              | Suisse M21 | -         | -         | 0     | 0     |
| Sous-total            | Sous-total            | Sous-total            |             |             |                       |                       | -                              | -                              | -                              | -          | -         | -         | 0     | 0     |
| 2001-2002             | FC Aarau              | LNA                   | 20          | 0           | 0                     | 0                     | -                              | -                              | -                              | Suisse M21 | -         | -         | 20    | 0     |
| 2002-2003             | FC Aarau              | LNA                   | 19          | 0           | -                     | -                     | -                              | -                              | -                              | -          | -         | -         | 19    | 0     |
| Sous-total            | Sous-total            | Sous-total            | 39          | 0           | 0                     | 0                     | -                              | -                              | -                              | -          | -         | -         | 39    | 0     |
| 2003-2004             | Young Boys            | Super League          | 32          | 0           | 2                     | 0                     | -                              | -                              | -                              | -          | -         | -         | 34    | 0     |
| 2004-2005             | Young Boys            | Super League          | 24          | 0           | 2                     | 1                     | -                              | -                              | -                              | -          | -         | -         | 26    | 1     |
| 2005-2006             | Young Boys            | Super League          | -           | -           | -                     | -                     | CI                             | 1                              | 0                              | -          | -         | -         | 1     | 0     |
| 2005-2006             | FC Thoune (prêt)      | Super League          | 18          | 1           | -                     | -                     | C3                             | 2                              | 0                              | -          | -         | -         | 20    | 1     |
| Sous-total            | Sous-total            | Sous-total            | 74          | 1           | 4                     | 1                     | -                              | 3                              | 0                              | -          | -         | -         | 81    | 2     |
| 2006-2007             | FC Thoune             | Super League          | 13          | 0           | 1                     | 1                     | -                              | -                              | -                              | -          | -         | -         | 14    | 1     |
| 2007-2008             | FC Thoune             | Super League          | 8           | 0           | 1                     | 0                     | -                              | -                              | -                              | -          | -         | -         | 9     | 0     |
| Sous-total            | Sous-total            | Sous-total            | 21          | 0           | 2                     | 1                     | -                              | -                              | -                              | -          | -         | -         | 23    | 1     |
| 2008-2009             | FC Vully-Sport        | 2e ligue              |             |             |                       |                       | -                              | -                              | -                              | -          | -         | -         | 0     | 0     |
| Sous-total            | Sous-total            | Sous-total            |             |             |                       |                       | -                              | -                              | -                              | -          | -         | -         | 0     | 0     |
| 2009-2010             | FC Breitenrain        | 1re ligue             | 24          | 3           | -                     | -                     | -                              | -                              | -                              | -          | -         | -         | 24    | 3     |
| 2010-2011             | FC Breitenrain        | 1re ligue             | 27          | 2           | 1                     | 0                     | -                              | -                              | -                              | -          | -         | -         | 28    | 2     |
| Sous-total            | Sous-total            | Sous-total            | 51          | 5           | 1                     | 0                     | -                              | -                              | -                              | -          | -         | -         | 52    | 5     |
| 2011-2012             | FC Köniz              | 2e ligue inter        | 24          | 4           | -                     | -                     | -                              | -                              | -                              | -          | -         | -         | 24    | 4     |
| 2012-2013             | FC Köniz              | 1re ligue             | 24          | 0           | 3                     | 0                     | -                              | -                              | -                              | -          | -         | -         | 27    | 0     |
| 2013-2014             | FC Köniz              | 1re ligue promotion   | 25          | 1           | 2                     | 0                     | -                              | -                              | -                              | -          | -         | -         | 27    | 1     |
| 2014-2015             | FC Köniz              | Promotion League      | 21          | 0           | 3                     | 0                     | -                              | -                              | -                              | -          | -         | -         | 24    | 0     |
| Sous-total            | Sous-total            | Sous-total            | 94          | 5           | 8                     | 0                     | -                              | -                              | -                              | -          | -         | -         | 102   | 5     |
| Total sur la carrière | Total sur la carrière | Total sur la carrière | 279         | 11          | 15                    | 1                     | -                              | 3                              | 0                              | -          | 0         | 0         | 297   | 12    |